# 尊道法親王
尊道法親王（1332年9月11日—1403年7月24日），是日本南北朝時代及室町時代的法親王，生父母是後伏見天皇及對御方，光嚴天皇和光明天皇的異母弟。

## 履歷
尊道法親王先繼承青蓮院門跡，出家後受親王宣下，法號尊道，後敘一品法親王。他在文和四年（1354年）十月至應永九年（1402年）二月擔任天台座主，到應永十年（1403年）七月去世，院號青龍院。